# Джура
Джу̀ра или Жу̀ра (на гръцки: Πρασινάδα, Прасинада, до 1927 година Τζούρα) е село в Република Гърция, разположено на територията на дем Бук (Паранести) в област Източна Македония и Тракия.

## География
Джура се намира в южните склонове към планината Родопи, на Мечкина река, на 22 километра северизточно от демовия център Бук (Паранести). Васил Кънчов го определя като чечко село, попадащо в Драмския Чеч.

## История

### Етимология
Според Йордан Н. Иванов името е от личното име Джура < Гюра с преход 'г > дж.

### В Османската империя
Съгласно статистиката на Васил Кънчов („Македония. Етнография и статистика“) към 1900 година Чора (Жура) е българо-мохамеданско селище. В него живеят 396 българи-мохамедани в 50 къщи.

### В Гърция
След Междусъюзническата война в 1913 година Джура попада в Гърция. Според гръцката статистика, през 1913 година в Джура (Τζούρα) живеят 373 души.
През 1923 година селото е обезлюдено като жителите му са изселени в Турция. В Джура са заселени 37 гръцки семейства със 126 души - бежанци от Турция. През 1927 година името на селото е сменено от Джура (Τζούρα) на Прасинада (Πρασινάδα). В 1940 година има 439 жители, в които влизат и граничарите, разположени там. По време на Гражданската война (1946 - 1949) населението се изселва във вътрешността, а след края на войната се връща само част.
Населението произвежда тютюн, картофи и други земеделски култури, а се занимава частично и с краварство.
| Година    | 1913 | 1920 | 1928 | 1940 | 1951 | 1961 | 1971 | 1981 | 1991 | 2001 | 2011 | 2021 |
| --------- | ---- | ---- | ---- | ---- | ---- | ---- | ---- | ---- | ---- | ---- | ---- | ---- |
| Население | 420  | 353  | 299  | 439  | 172  | 234  | 139  | 121  | 125  | 100  | 32   | 45   |